# Баи (Фалёнский район)
Баи — деревня в Фалёнском районе Кировской области. 

## География
Находится на расстоянии примерно 28 километров по прямой на юг-юго-запад от районного центра поселка Фалёнки.

## История
Деревня известна с 1722 года, когда здесь было учтено 4 двора и 7 жителей мужского пола, в 1769 34 жителя. В 1873 году учтено было дворов 14 и жителей 95, в 1905 17 и 117, в 1926 35 и 186, в 1950 27 и 115 соответственно. В 1989 году было 140 жителей. До 2020 года входила в Верхосунское сельское поселение Фалёнского района, ныне непосредственно в составе Фалёнского района.

## Население
Постоянное население  составляло 111 человек (русские 99%) в 2002 году, 50 в 2010.